# 诺基亚Asha平台
Nokia Asha Platform是諾基亞和微軟移動開發基於Linux的行動作業系統，首次搭載於2013年9月5日發布的諾基亞Asha 501。

## 外部連結
- （英文）諾基亞全球（页面存档备份，存于）
- （简体中文）諾基亞中國大陸（页面存档备份，存于）
- （繁體中文）諾基亞台灣（页面存档备份，存于）
- （繁體中文）諾基亞香港（页面存档备份，存于）